# 二日市温泉 (筑紫野市)
二日市温泉（ふつかいちおんせん）は、福岡県筑紫野市湯町にある温泉。旧称は武蔵温泉。「博多の奥座敷」ともいわれ、旅館・ホテル、共同浴場（博多湯、御前湯）、日帰り温泉施設がある。

## 泉質
- 放射能泉（アルカリ単純ラジウム泉）

## 歴史
古くから温泉が湧く地として知られていた。武蔵寺の縁起にある開湯伝説によれば、藤原鎌足の子孫とされる藤原虎麿（登羅麻呂）が武蔵寺の薬師如来に娘の病気治癒を祈願した際、夢のお告げで温泉を発見したという。また、大宰帥・大伴旅人の詠んだ歌（後述）に「次田温泉」「湯の原」とあるのが二日市温泉と言われている。
古くは「次田(すいた)の湯」、「薬師温泉」、近世以降は「武蔵温泉」と呼ばれた。江戸時代に筑前藩の温泉奉行が置かれ、藩主黒田氏専用の「御前湯」があった。
明治以降、御前湯は一般の共同浴場になった。九州鉄道（現：九州旅客鉄道（JR九州）鹿児島本線）の二日市駅が1889年（明治22年）に開業し、博多に近い当地には湯治客や観光客が多く訪れるようになった。1896年（明治29年）には夏目漱石が新婚旅行に訪れている。昭和初期には大小20数軒の旅館があった。戦前から戦後にかけて歓楽街としても栄え、芸妓置屋も存在した。 火野葦平の小説『花と竜』には主人公の金五郎（若松港の石炭沖仲士）が武蔵温泉へ出掛け、お京という壺振りの女と運命的な出会いをする場面がある。
終戦後の1949年（昭和24年）5月、昭和天皇が九州巡幸で当地を訪れ、大丸別荘に2泊した。巡幸を機に翌1950年、「二日市温泉」と改称した。

## 地理

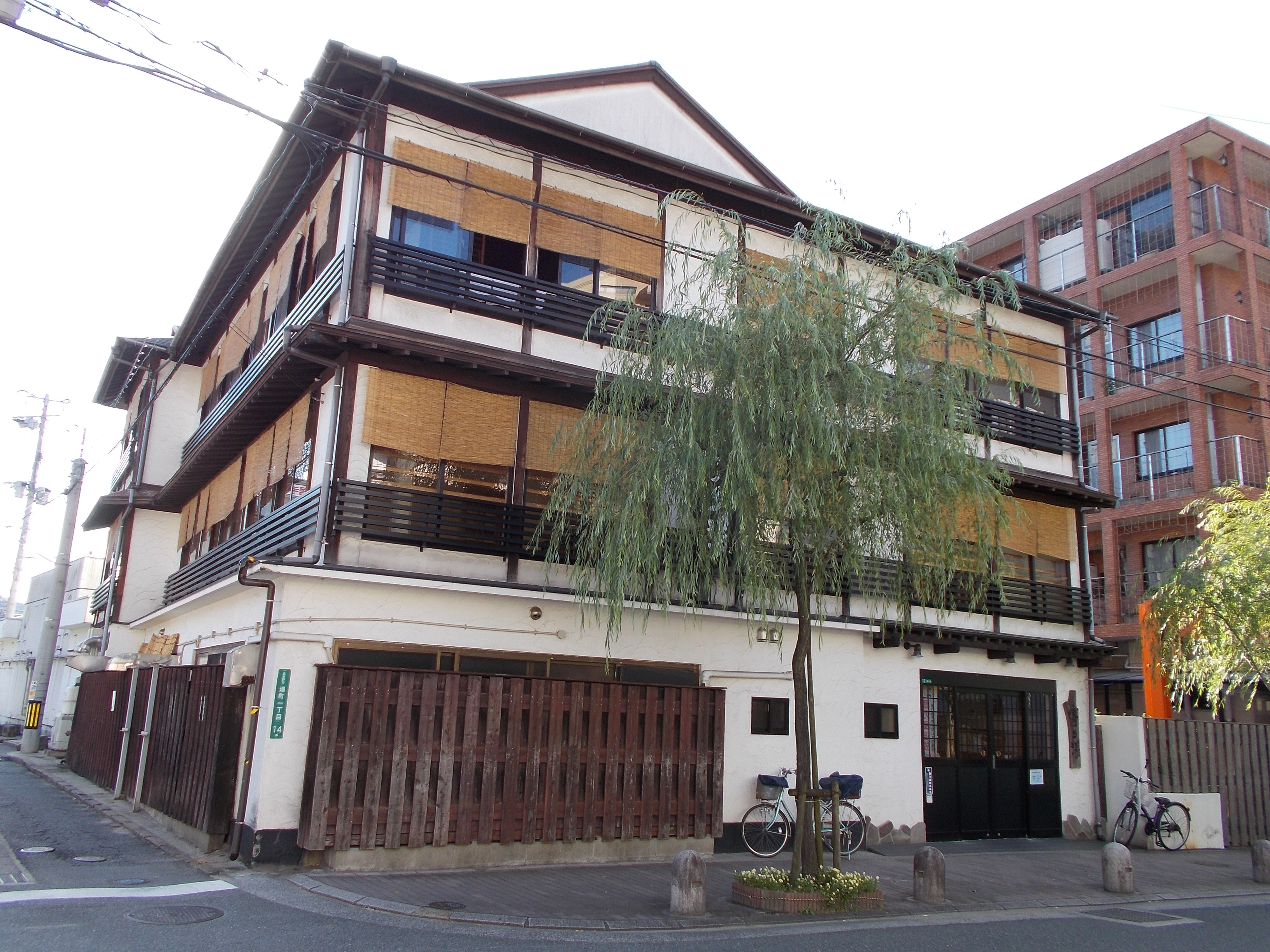
博多湯

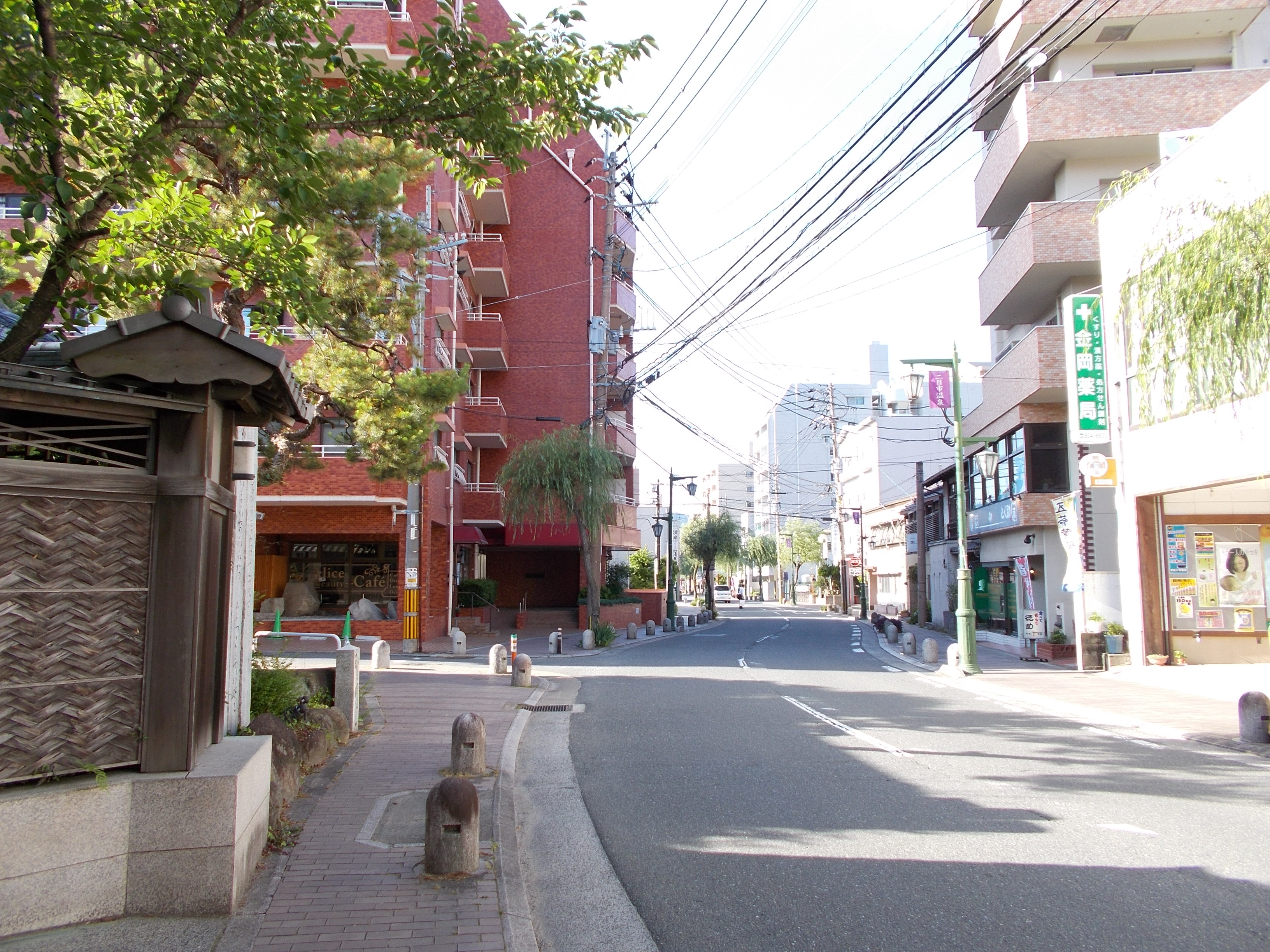
二日市温泉を貫通する福岡県道7号（二日市温泉入口交差点付近より撮影）

天拝山（標高258m）の東方山麓の地域に散在する源泉群で構成される。
当地は大宰府政庁の南方に位置する。四神相応でいう大宰府の朱雀（平安京における巨椋池の如く）に比定する説もあるが、『太宰府発見』の著者・森弘子は否定している。
JR二日市駅南西の県道7号沿いに温泉街がある。1889年の開業以来、二日市駅の出入口は温泉の反対側にあたる東側のみだった。そのため「二日市温泉」の看板なども東口にある。2022年12月に西口が開設された。
かつての温泉街は、鷲田川に共同の川湯があり、川の両側（直線距離で300mほど）に宿屋が並んでいた。1932年（昭和7年）7月の大水害で川湯が決壊。その後の復旧工事で暗渠化されて県道7号の一部となっている。

## 二日市温泉を詠んだ作品

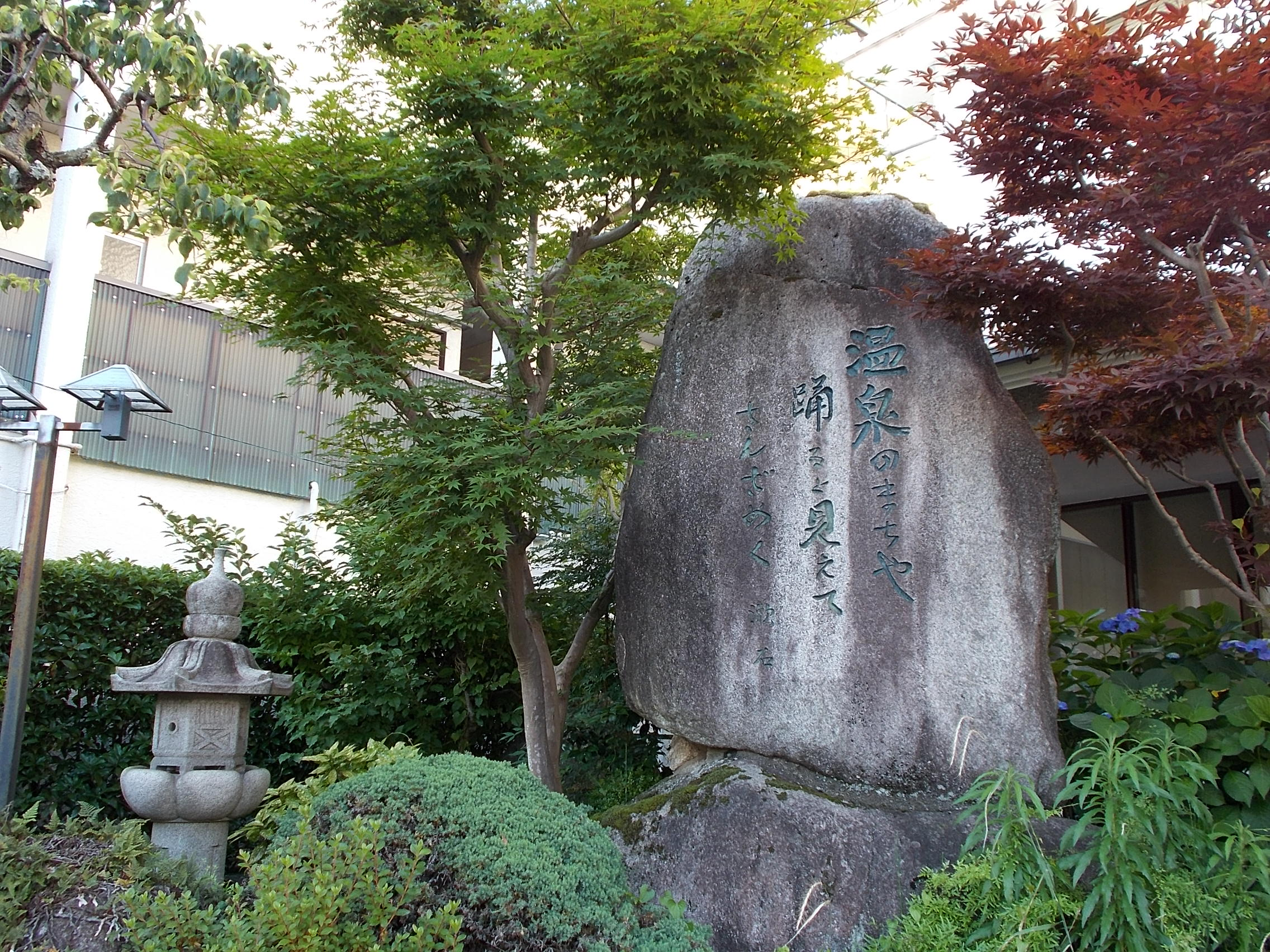
御前湯の夏目漱石句碑

大伴旅人は大宰府赴任時に妻を亡くした。妻を偲んで「次田温泉」で詠んだ万葉集6巻の収録歌。
帥大伴卿、次田温泉(すぎたのゆ)に宿りて、鶴(たづ)の喧(な)くを聞きて作れる歌一首

湯の原に鳴く蘆鶴（あしたづ）は吾が如く妹に恋ふれや時わかず鳴く
幕末に京都を追放され（七卿落ち）、後に太宰府に移された三条実美が当地を訪れ、詠んだ歌。
ゆのはらに あそふあしたつ こととはむ なれこそしらめ ちよのいにしへ
夏目漱石が武蔵温泉で詠んだ句
温泉(ゆ)の町や踊ると見えてさんざめく

## アクセス
- 鉄道
  - JR鹿児島本線 - 二日市駅より徒歩約10分。西鉄バス湯町循環で8分。
  - 西鉄天神大牟田線 - 紫駅より徒歩20分。西鉄二日市駅より西鉄バス湯町循環で10-14分。
- 西鉄バス（3系統湯町循環）[筑紫野市公式サイト「路線バス」 https://www.city.chikushino.fukuoka.jp/soshiki/3/3478.html]
  - □ 3（右回り）西鉄二日市駅→JR二日市駅→パープルプラザ前→警察署前→済生会病院→二日市温泉→筑紫野市役所前→西鉄二日市駅
  - ■ 3（左回り）西鉄二日市駅→筑紫野市役所前→二日市温泉→済生会病院→警察署前→パープルプラザ前→JR二日市駅→西鉄二日市駅
- 筑紫野市コミュニティバス「つくし号」
- 高速バス
  - 九州自動車道 - 筑紫野二日市温泉入口バス停より徒歩約8分。
- 自家用車
  - 九州自動車道 - 筑紫野インターチェンジより福岡県道7号筑紫野インター線などを経由し2km。